# Slovenská Volová
Slovenská Volová (in ungherese Kisökrös, in tedesco Ochsenfeld) è un comune della Slovacchia facente parte del distretto di Humenné, nella regione di Prešov.